# Liebeherr

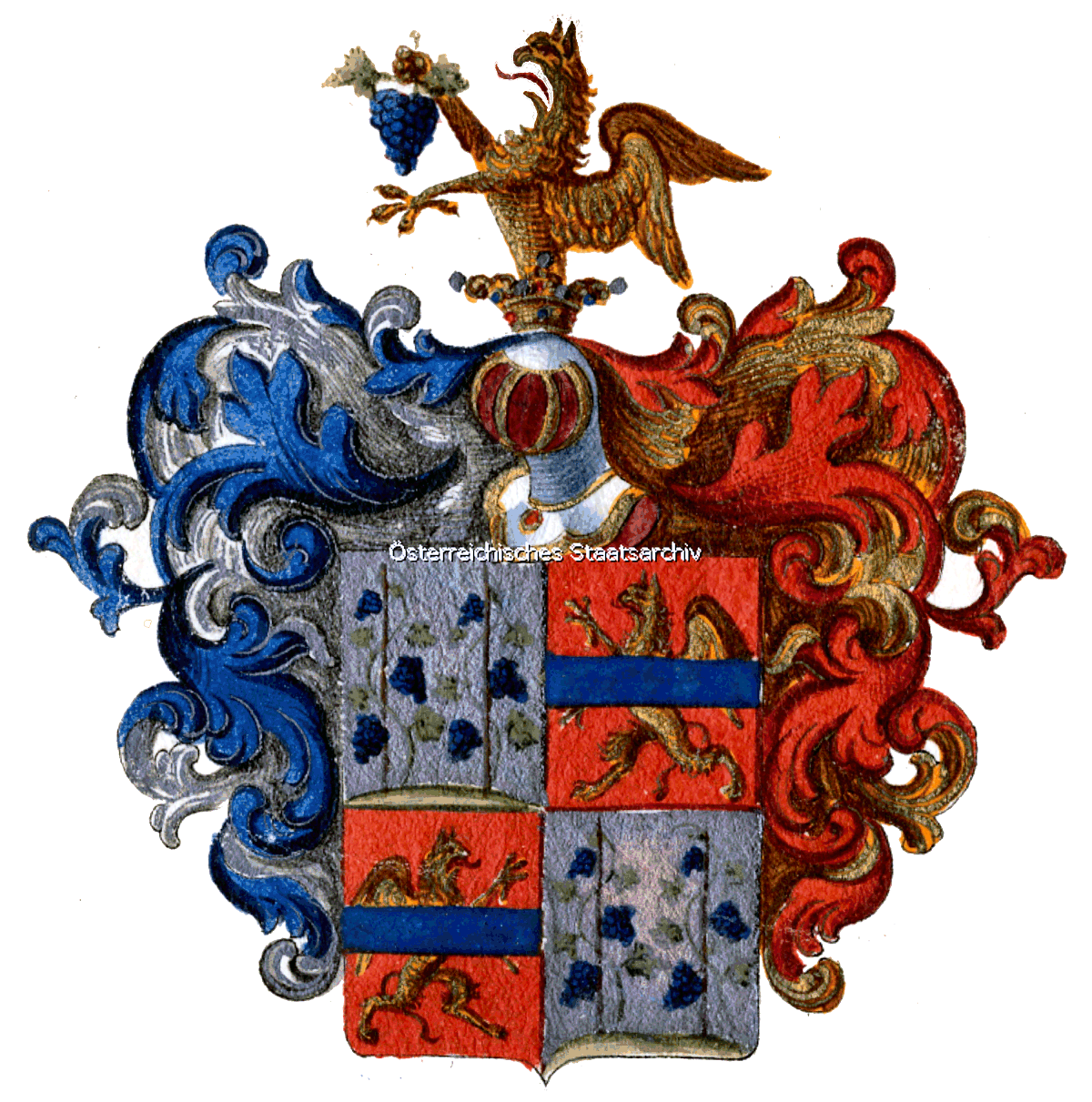
Wappen derer von Liebeherr

Liebeherr ist der Name eines pommerschen, später auch mecklenburgischen Adelsgeschlechts.

## Geschichte
Die Stammreihe des Geschlechts beginnt im 16. Jahrhundert mit Joachim Liebeherr, Kaufmann aus Stargard, der mit Anna Fahrenholz, Tochter des Stettiner Ratsverwandten (1541–1568) Gerd Fahrenholz vermählt war. Der Rostocker Bürgermeister der Jahre 1663/81, Matthäus Liebeherr war ein Urenkel des Stargarder Kaufmanns. 1703 wurde Matthäus Heinrich Liebeherr (1664–1714) aus Kolberg in den Rat der Stadt Stettin, 1714 ebenda Kämmerer.
Sein gleichnamiger Sohn Matthias Heinrich Liebeherr (1693–1749) wurde in Stettin 1727 zum Bürgermeister gewählt und 1731 von Kaiser Franz I. in den erblichen Reichsadelsstand gehoben. Er kaufte 1745 das Gut Woitfick im Pyritzschen Kreis. Dessen jüngerer Sohn Karl Albrecht von Liebeherr (1726–1793) war Landschaftsrat in Pommern. Bogislaw Friedrich von Liebeherr war in den Jahren 1740–1751 königlich schwedischer Tribunals-Assessor und Gustav Friedrich von Liebeherr in den Jahren 1740/51 preußischer Kriegs- und Domänenrat in Schlesien. Carl Friedrich Wilhelm von Liebeherr (* 1768/69), ein Enkel des geadelten obigen Bürgermeisters und Sohn des Landschaftsrates, verkaufte 1794 mit seinen Geschwistern das Stammgut Woitfick, avancierte in der Armee bis zum Major von der Artillerie und war nach 1808 Postmeister in Braunsberg sowie Mitglied der Braunsberger Kammer. Sein Bruder Julius Friedrich oder Gustav Heinrich von Liebeherr († 1824) war ebenfalls Major und zuletzt Kommandeur des 1. Kurmärkischen Landwehr-Regiments.
Außer in pommerschen, mecklenburgischen und preußischen Diensten konnten sich im 18. Jahrhundert einzelne Angehörige der Familie auch als dänisch-norwegische Offiziere hervortun.
Bereits 1754 hatte die Familie Steinhagen in Mecklenburg in ihren Besitz gebracht, das später zum Fideikommiss erhoben wurde. Mit dem 5. Fideikommissherr auf Steinhagen, mecklenburgischer Distriktoberst und preußischer Major, Wilhelm Karl Friedrich von Liebeherr (1769–1842), erhielt die Familie 1816 das Mecklenburgische Indigenat. Friedrich Heinrich Hermann von Liebeherr war um 1835 mecklenburgischer Kammerjunker. Steinhagen war das einzige Landgut, welches über 1935 hinaus bei der Familie blieb.

## Besitz
- In Pommern: Leussin, Prust, Rabuhn (1745/1754–1766),[2] Radduhn, Schlatkow, Wartow, Woitfick (1745–1794),[1] Klein Zarnow, Zirslaf und Zünz
- In Mecklenburg: Steinhagen,[3] heute zu Kirch Mulsow, Gemeinde Carinerland, zugehörig.

## Wappen

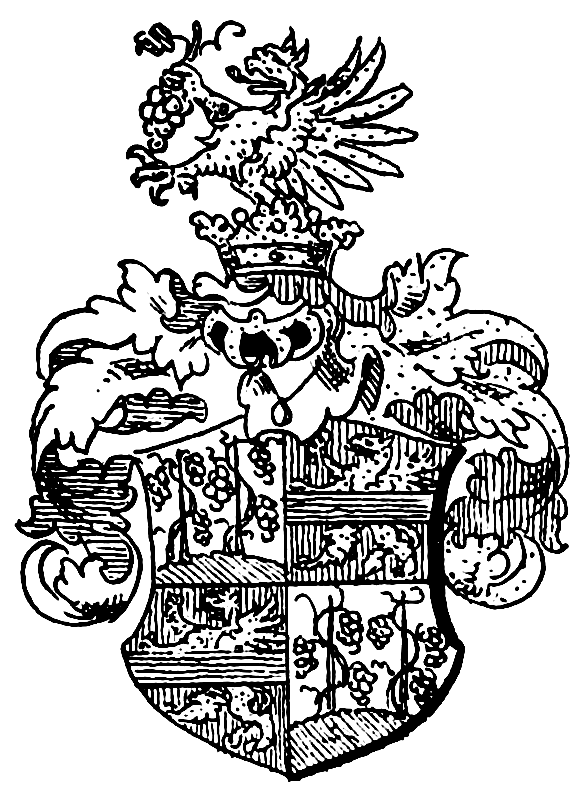
Wappen derer von Liebeherr

Das Stammwappen ist von Silber und Rot geviert, in 1 und 4 zwei Weinstöcke mit Trauben nebeneinander, in 2 und 3 ein goldener Greif mit blauen Balken überlegt. Auf dem Helm mit blau-silbernen und rot-goldenen Decken der Greif, eine Traube in den Klauen haltend.

## Angehörige
- Theodor von Liebeherr (1810–1869), mecklenburgischer Drost und von 1866 bis 1869 Klosterhauptmann im Kloster Dobbertin[4]
- Maximilian von Liebeherr (1814–1896), deutscher Jurist und Präsident des Oberlandesgerichts Mecklenburgs
- Rudolf von Liebeherr (1817–1900), preußischer Generalmajor